# 잭 라이언: 코드네임 쉐도우
《잭 라이언: 코드네임 쉐도우》(영어: Jack Ryan: Shadow Recruit)는 2014년 개봉한 미국의 액션 스릴러 영화이다. 톰 클랜시의 캐릭터 잭 라이언을 바탕으로 하고 있다. 크리스 파인이 주인공 잭 라이언을 연기한다. 그리고 케네스 브래나 감독이 연출하고 직접 악역인 체레빈 역으로 출연한다.

## 줄거리
경제학을 전공한 청년 잭 라이언은 9.11 테러를 계기로 해병대에 입대한다. 그러나 2003년 아프간전에 참전했다가, 헬기 사고로 척추에 큰 부상을 입고 전역하게 된다. 재활병원에서 잭은 재활을 도와준 의대생 캐시와 만나 연인이 된다. 그리고 CIA의 하퍼 중령이 찾아와, 잭을 비밀요원으로 발탁한다.
10년이 지나 잭은 월가에서 증권사로 일하며 테러 위협을 감지한다, 그가 CIA 요원이란 사실은 약혼자가 된 캐시를 포함해 누구도 모른다. 그 무렵 터키 송유관 문제로 유엔에서 표결이 벌어지고, 미국의 반대로 러시아의 석유 수출에 차질이 생긴다. 이에 러시아 정부는 미국을 향한 사보타주를 계획하고, 체레빈 그룹의 대표 빅토르 체레빈에게 아무도 모르게 테러를 지시한다. 그리고 주식 시장의 동향을 주시하던 잭 라이언이 체레빈 그룹의 현금이 접근 불가능한 경로로 사라지는 흐름을 포착한다.
잭은 상사에게 이를 보고하고 이를 구실로 체레빈을 만나기 위해 모스크바로 출장 간다. 그리고 도착하자마자, 체레빈 그룹에서 파견한 경호원을 자칭한 남자에게 습격당한다. 간신히 남자를 사살하고 잭은 CIA에 지원을 요청한다. 뒤이어 하퍼 중령이 나타나고 잭은 체레빈이 계획하는 경제 테러를 그에게 설명한다. 다음날 잭과 만난 체레빈은 이미 문제가 된 자산을 모두 매각했다며 잭의 추궁을 빠져 나간다. 한편 잭의 외도를 의심한 캐시가 모스크바까지 쫓아오자, 잭은 결국 자신의 정체를 고백한다. 그러자 하퍼 중령은 캐시를 미인계로 이용해 체레빈을 묶어 둔 사이 잭으로 하여금 체레빈의 사무실에 침입해 단서를 얻어오는 작전을 세운다.
체레빈과 만난 식사 자리에서 잭은 술에 취해 추태를 부리고 캐시와 다투는 척을 한다. 그리고 자연스럽게 체레빈의 보안카드를 훔쳐 산책을 핑계로 자리를 뜬다. 캐시가 체레빈을 열심히 유혹하는 사이, 잭은 CIA 요원들의 도움을 받아 체레빈의 사무실로 잠입한다. 도중에 보안 책임자와 체레빈의 비서에게 발각되어 체레빈이 되돌아 온다. 다행히 잭은 파일을 훔쳐 내어 CIA에 전송하는 데 성공하나, 체레빈이 잭의 정체를 눈치채고 만다. 체레빈은 CIA의 아지트를 급습해 캐시를 납치하지만, 혼신의 추격전 끝에 잭이 캐시를 구출해낸다.
잭과 CIA는 체레빈이 자신의 아들 알렉산드르를 죽은 것으로 위장하여 미국에 비밀요원으로 잠입시켰고, 그를 이용해 월가를 테러하려는 사실을 알아챈다. 알렉산드르는 도난 차량을 경찰차로 위장해 지하에서 폭탄을 터뜨릴 계획이었다. 그러나 이를 발견한 잭이 그의 차를 추격한다. 하수도에서 격투 끝에 잭은 폭탄이 실린 차량을 탈취하고, 이를 알렉산드르와 함께 이스트강에 처박음으로써 테러를 저지하는 데 성공한다. 이후 실패한 체레빈은 러시아 정부에게 은밀히 사살된다. 그리고 캐시와 결혼한 잭은 테러를 막은 공로로 백악관에서 대통령 훈장을 받는다.

## 출연
- 크리스 파인 - 잭 라이언
- 케빈 코스트너 - 토머스 하퍼 중령
- 케네스 브래너 - 빅토르 체레빈
- 키이라 나이틀리 - 캐시 뮬러
- 옐레나 벨리카노바 - 카탸
- 페테르 안데르손 - 드미트리 렘코프
- 논소 아노지 - 엠비 뎅
- 제마 챈 - 에이미 챙
- 렌 쿠드랴비스키 - 콘스탄틴
- 앨릭 엇고프 - 알렉산드르 보롭스키
- 콜름 피오 - 롭 베린저
- 미하일 바라시니코프 - 세르게이 소로킨 장관